# Дикс (река)
Дикс (англ. Dix River, ранее была известна под названием Dick’s River) — река в центральной части штата Кентукки (США), левый приток реки Кентукки. Длина реки составляет 124 км.

## География
Река Дикс образуется в округе Роккасл, вблизи города Бродхед, на высоте 285 м, при слиянии рек Бун-Форк (Boone Fork) и Негро-Крик (Negro Creek), включающих в себя притоки Боумен-Бранч (Bowman Branch) и Литл-Негро-Крик (Little Negro Creek). После этого река Дикс течёт преимущественно в северо-западном направлении, протекая по округам Роккасл, Линкольн, Бойл, Гаррард и Мерсер.
Река Дикс протекает через водохранилище Херрингтон, возникшее в результате постройки плотины Дикс, введённой в строй в 1920-х годах. Водная поверхность водохранилища находится на высоте 229 м, оно расположено в округах Бойл, Гаррард и Мерсер, а плотина сооружена примерно в 5 км вверх по течению от места впадения реки Дикс в реку Кентукки. В своём нижнем течении река образует границу округов Гаррард (на востоке) и Мерсер (на западе). Она впадает в реку Кентукки на высоте 157 м, недалеко от населённого пункта Хай-Бридж.
Площадь водосборного бассейна реки Дикс — 1141 км². Основные притоки (помимо Бун-Форка и Негро-Крика) — Лонг-Бранч (Long Branch), Роки-Форк (Rocky Fork), Кейн-Ран (Cane Run), Танъярд-Бранч (Tanyard Branch), Мак-Кекни-Крик (McKecknie Creek), Мокс-Бранч (Mocks Branch), Спирс-Крик (Spears Creek), Кларкс-Ран (Clarks Run), Бун-Крик (Boone Creek) и Хангинг-Форк (Hanging Fork).
Средний расход воды в районе города Данвилл — 16,43 м³/c (данные 2022 года).

## История
В 1769 году вождь индейцев чероки Капитан Дик (англ. Captain Dick) указал путь к этой реке группе охотников во главе с полковником Джеймсом Ноксом (англ. James Knox). Поскольку вождь назвал её «своей рекой», за ней так и закрепилось название Dick’s River (с англ. — «река Дика»), которое впоследствии трансформировалось в Dix River. Существуют и другие версии происхождения названия реки.
Ряд событий происходил у реки Дикс во время Гражданской войны. В частности, 20 июля 1862 года кавалерия генерала Джона Ханта Моргана, входившая в состав армии Конфедерации, сожгла мост через реку Дикс, находившийся вблизи города Краб-Орчард, а также уничтожила около 120 повозок, принадлежавших армии Союза.
Осенью 1923 года началось строительство плотины Дикс, которое было завершено в 1925 году. В марте 1925 года началось заполнение водохранилища Херрингтон. Проект, включавший ввод в эксплуатацию гидроэлектростанции, был окончательно завершён в октябре 1927 года.